# Aérodrome de Toulouse - Bourg-Saint-Bernard
Pour les articles homonymes, voir Aéroport de Toulouse.
L’aérodrome de Toulouse - Bourg-Saint-Bernard (code OACI : LFIT) est un aérodrome agréé à usage restreint, situé en région Occitanie, France, sur la commune de Bourg-Saint-Bernard dans la Haute-Garonne. Une partie de la piste est située sur la commune de Montcabrier, dans le département du Tarn en limite du Girou, à 22 km à l’est de Toulouse.
Il est utilisé pour la pratique d’activités de loisirs et de tourisme (planeurs).

## Histoire
Le 30 avril 1930 se crée à Toulouse la « Société française de vol à voile » ayant pour but le développement du vol sans moteur, faisant appel aux seules forces humaines.
La nouvelle société loue des champs à Balma dont la pente est orientée à l’ouest et donnant sur la vallée de l’Hers (emplacement de la mairie actuelle de Balma).
En 1945, l'aéroclub s'installe sur des terrains disponibles sur l'actuel emplacement de l'aérodrome de Toulouse - Lasbordes. Il comprend plusieurs sections : vol moteur, vol à voile, modélisme, parachutage.
Entre 1973 et 1974, la section vol à voile est contrainte de déménager pour désengorger le ciel toulousain. Le lieu choisi se trouve dans une vallée entre les communes de Bourg Saint-Bernard et de Montcabrier. L'aérodrome fut construit et doté d'une piste de 700 m de long non revêtue.
En 2012, l'aéroclub fit l'acquisition d'un treuil électrique permettant la mise en vol des planeurs. Ce mode de lancement silencieux pour les riverains et non polluant est aujourd'hui celui qui est le plus utilisé (le club disposant d'un avion remorqueur pour ceux qui le souhaitent). Afin de permettre l'installation du treuil, la piste fut rallongée et équipée de prises 380V. Elle mesure maintenant 1 200 m de long.

## Installations
L’aéroport dispose de deux pistes en herbe orientées est-ouest (12/30), longues de 750 et 1 200 m et larges de 60 et 50.
La piste longue est utilisée pour le décollage des planeurs au treuil.
L’aérodrome n’est pas contrôlé. Les communications s’effectuent en auto-information sur la fréquence de 118,850 MHz.
L’avitaillement en carburant (91UL) est possible pour les avions basés.

## Activités
- Association vélivole et aéronautique toulousaine (AVAT)